# Richard Joseph Grosh
Richard Joseph Grosh (Fort Wayne, 29 de outubro de 1927) é um engenheiro mecânico estadunidense. Foi o décimo-terceiro presidente do Instituto Politécnico Rensselaer.
Estudou na Universidade de Purdue, onde obteve os graus de B.S., M.S. e Ph.D. em engenharia mecânica (em 1950, 1952 e 1953 respectivamente). Em 1953 foi apontado professor assistente de engenharia mecânica em Purdue, tornando-se no mesmo ano de 1953 professor de engenharia mecânica. Em 1971 foi apontado presidente do Instituto Politécnico Rensselaer.
Em 1969 foi eleito membro da Academia Nacional de Engenharia dos Estados Unidos.